# Catena Carnica Orientale
La Catena Carnica Orientale (in tedesco Ostkarnischer Hauptkamm) è un gruppo montuoso delle Alpi Carniche. Si trova in Italia (Friuli-Venezia Giulia) ed Austria (Carinzia).
Viene anche detta Catena Polinik-Gartnerkofel-Osternig in riferimento alle tre montagne più significative del gruppo: il Gailtaler Polinik, il Gartnerkofel ed l'Osternig.
Insieme con la Catena Carnica Occidentale forma la Catena Carnica Principale.

## Classificazione
Secondo la SOIUSA Le Catena Carnica Orientale è un supergruppo alpino con la seguente classificazione:
- Grande parte = Alpi Orientali
- Grande settore = Alpi Sud-orientali
- Sezione = Alpi Carniche e della Gail
- Sottosezione = Alpi Carniche
- Supergruppo = Catena Carnica Orientale
- Codice = II/C-33.I-B

## Delimitazioni
Ruotando in senso orario i limiti grografici sono: Passo di Monte Croce Carnico, fiume Gail, Val Canale, Sella di Camporosso, Val Canale, Sella di Cereschiatis, Forca Griffon, Forca di Lius, Val Pontalba, Valle del But, Passo di Monte Croce Carnico

## Suddivisione
Secondo la SOIUSA le Catena Carnica Orientale è ulteriormente suddivisa in due gruppi e otto sottogruppi:
- Cresta Polinik-Cavallo di Pontebba(5)
  - Dorsale Polinik-Timau (5.a)
  - Dorsale Cuesta Alta-Hochwipfel (5.b)
  - Massiccio del Paularo (5.c)
  - Massiccio dello Zermula (5.d)
  - Dorsale Creta di Aip-Cavallo di Pontebba (5.e)
- Cresta Gartnerkofel-Poludnig-Osternig (6)
  - Dorsale Gartnerkofel-Scinauz(6.a)
  - Dorsale Poludnig-Sagran (6.b)
  - Dorsale Osternig-Goriane (6.c)

## Vette
Alcune delle vette principali delle Catena Carnica Orientale sono:
- Gailtaler Polinik - 2.332 m
- Creta di Aip -2.279 m
- Monte Cavallo di Pontebba - 2.240 m
- Creta di Timau - 2.218 m
- Gartnerkofel - 2.195 m
- Monte Zermula - 2.143 m
- Osternig - 2.052 m
- Monte Paularo - 2.043 m
- Monte Cocco - 1.941 m
- Monte Sagran - 1.931 m
- Cima Bella - 1.912 m
- Pal Piccolo - 1.866 m